# Aïn Naâdja (métro d'Alger)
Aïn Naâdja est une station de la ligne 1 du métro d'Alger, mise en service le 10 avril 2018.

## Caractéristiques
La station Aïn Naâdja est située au cœur de la cité Djillali Ammari de Gué de Constantine, donnant accès au quartier connu sous le nom des 720 logements.
Elle dispose de quatre sorties. Elle est équipée d'un ascenseur pour personnes à mobilité réduite.
Cette station fait actuellement office de terminus de l'extension de la ligne 1 du métro d'Alger depuis la station Haï El Badr.
Le prolongement de cette extension jusqu'à Baraki est actuellement en travaux.

## Historique
La station fait partie de l'extension C  de la ligne 1 du métro d'Alger.

## Accès
- Sortie no 1 : 2248 logements
- Sortie no 2 : 720 logements
- Sortie no 3 : 720 logements
- Sortie no 4 : École Akila Ben Ahmed
- Ascenseur :

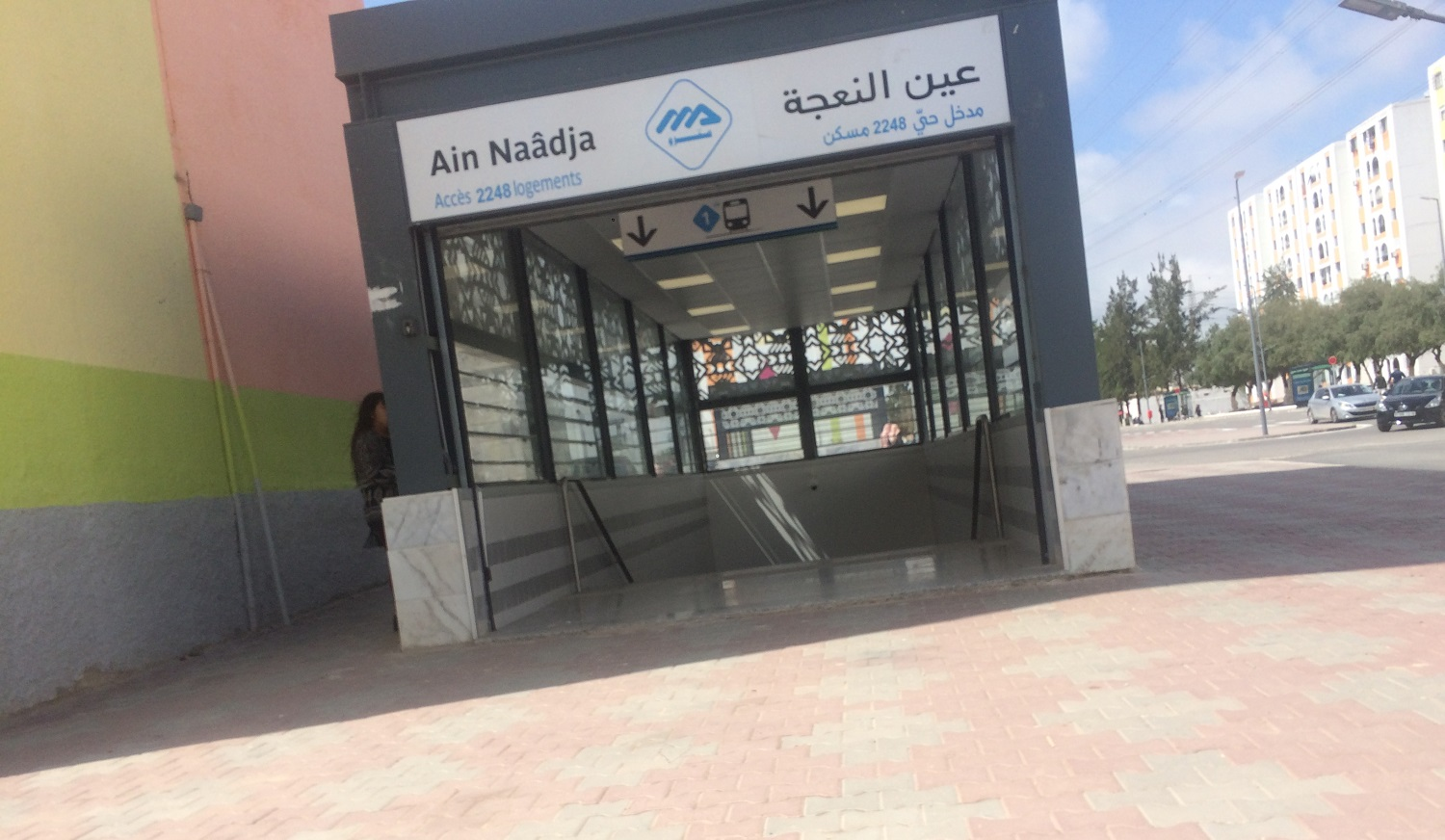
Accès no 1 à la station Aïn Naâdja.
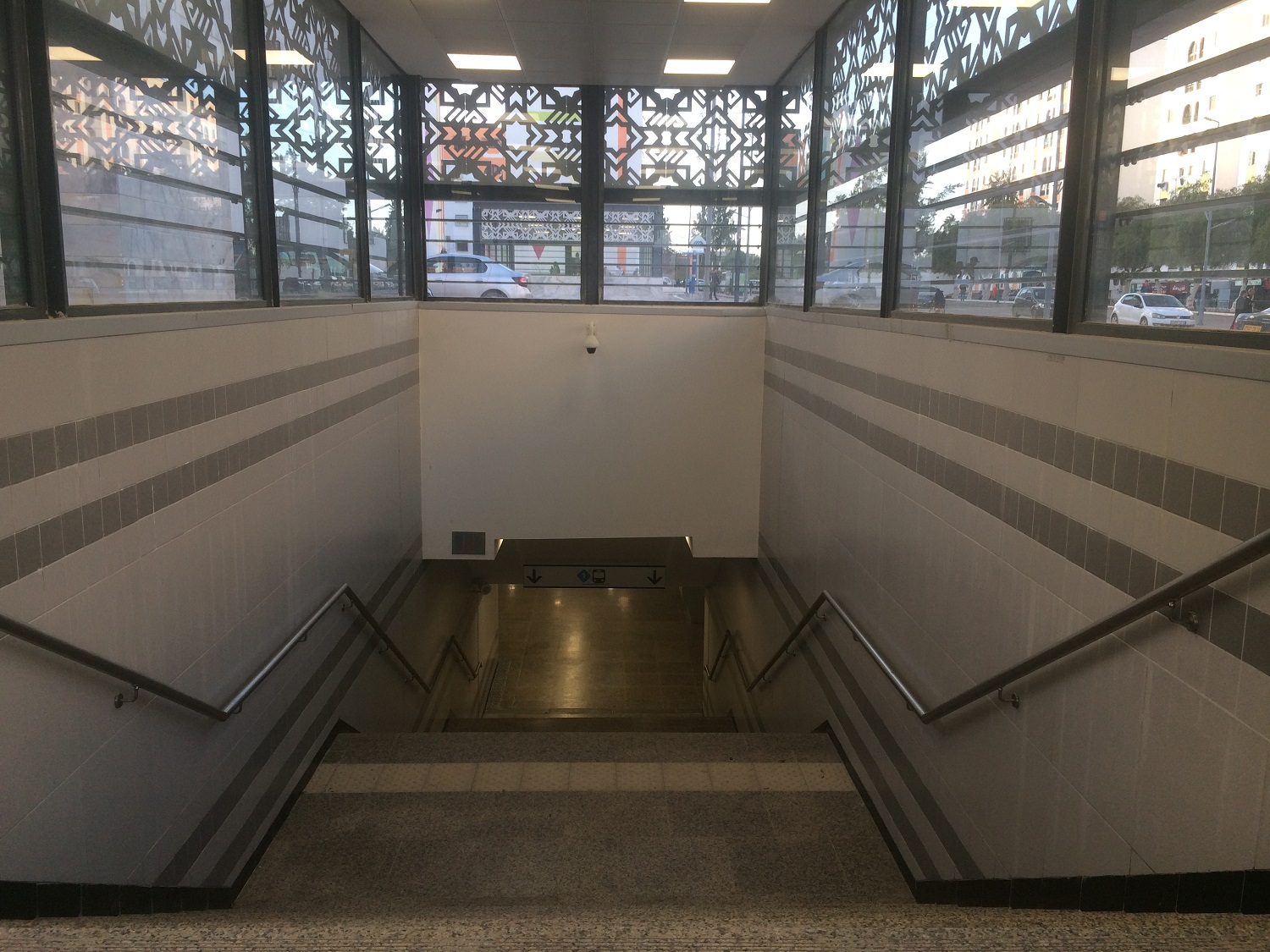
Bouche d'accès.
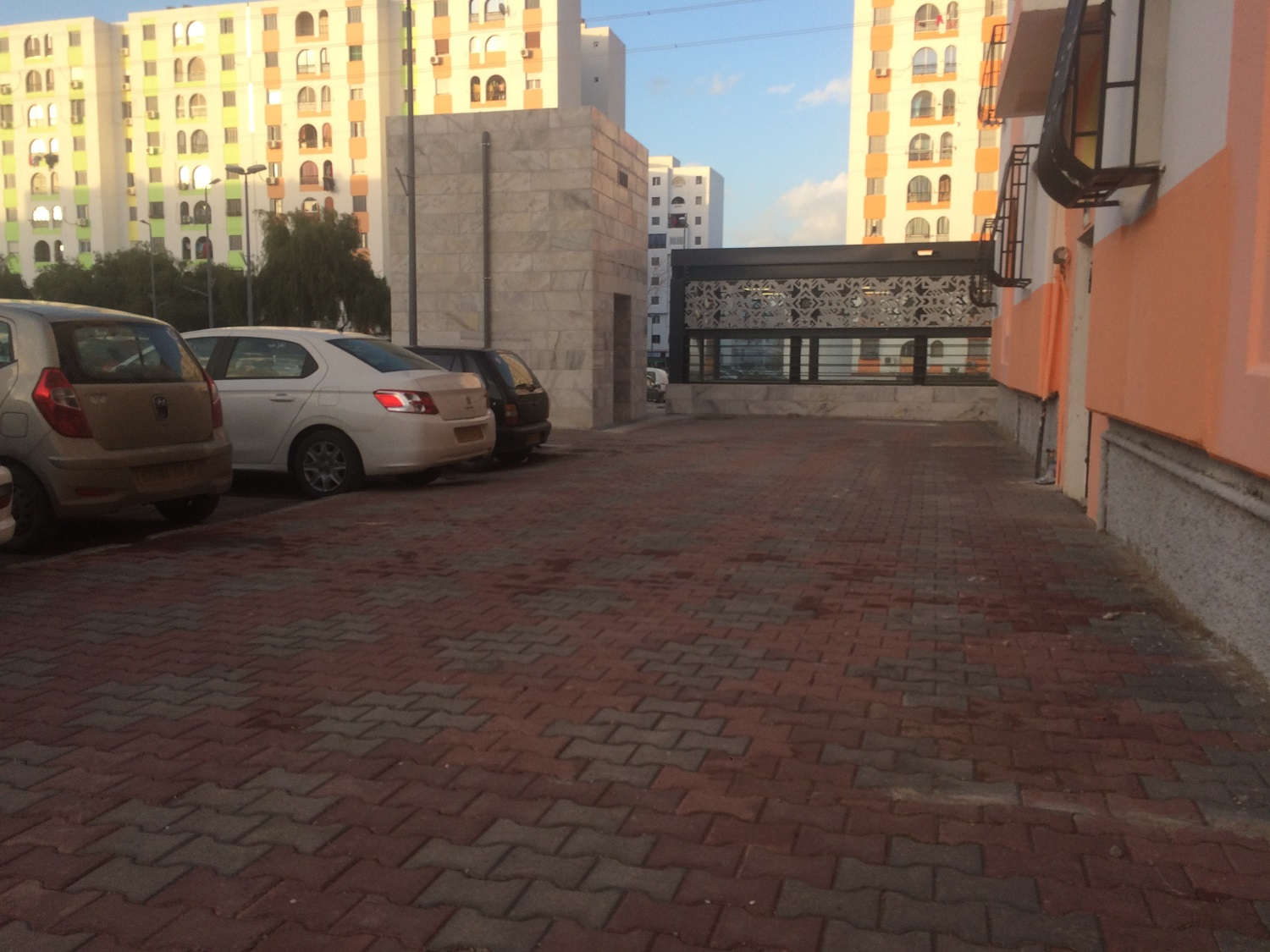
Accès depuis la Cité des 720 logements.
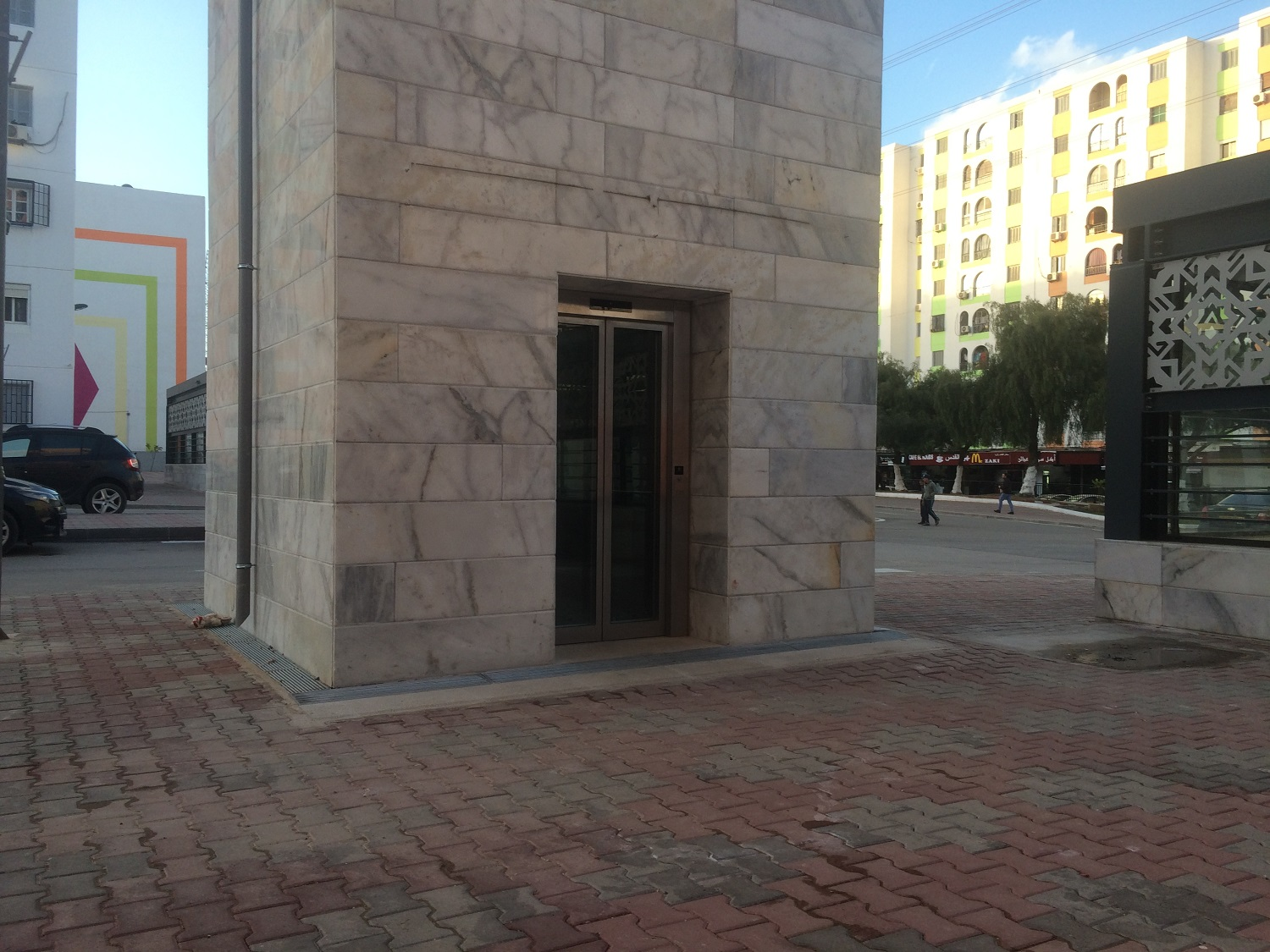
Ascenseur depuis l'extérieur.

## À proximité
- Marché 720 logements
- Mosquée Aboubakr Essedik
- Lycée Saïd Lemia

## Galerie de photographies

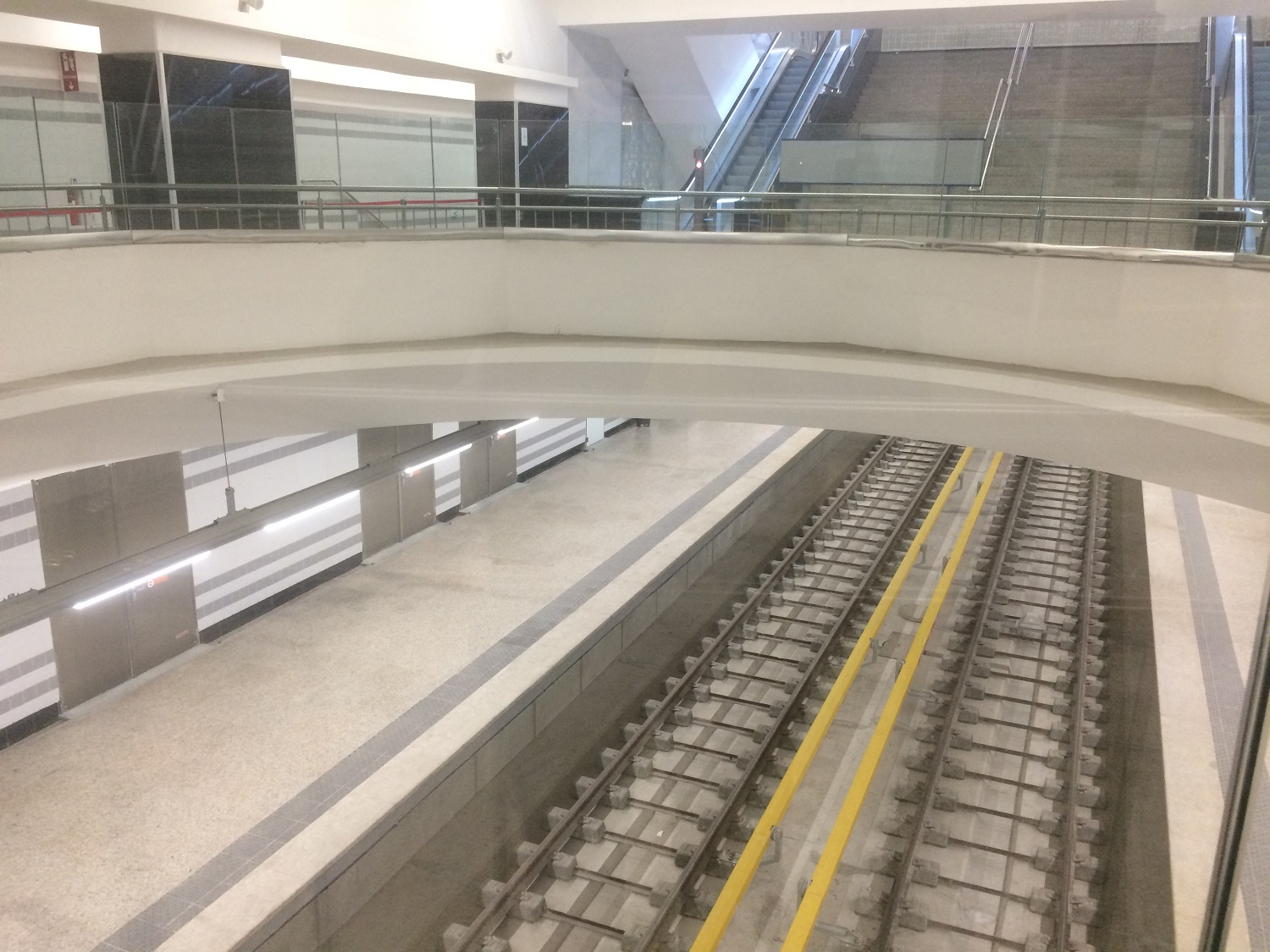
Vue des quais depuis le hall mezzanine.
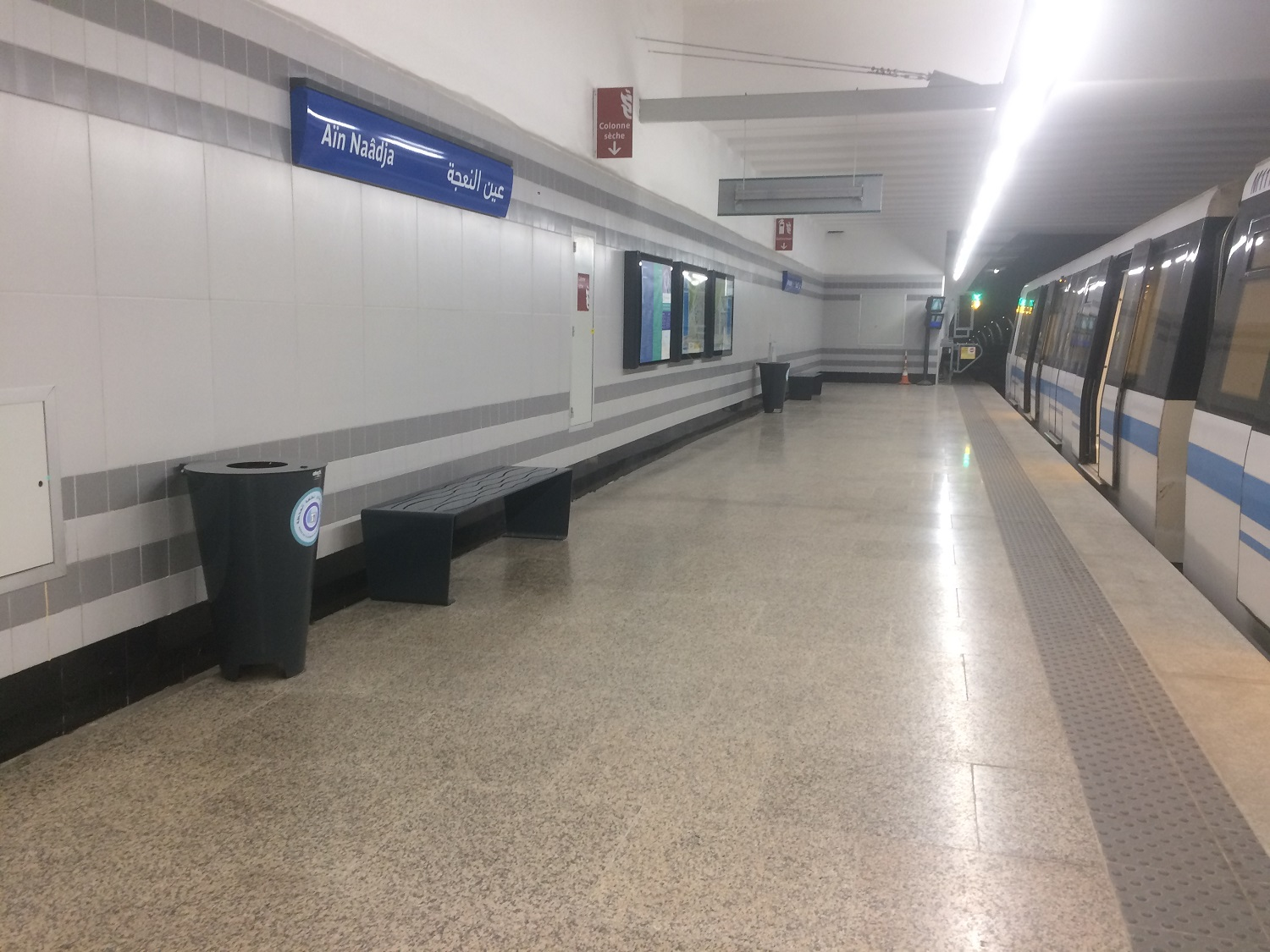
Quai de la station
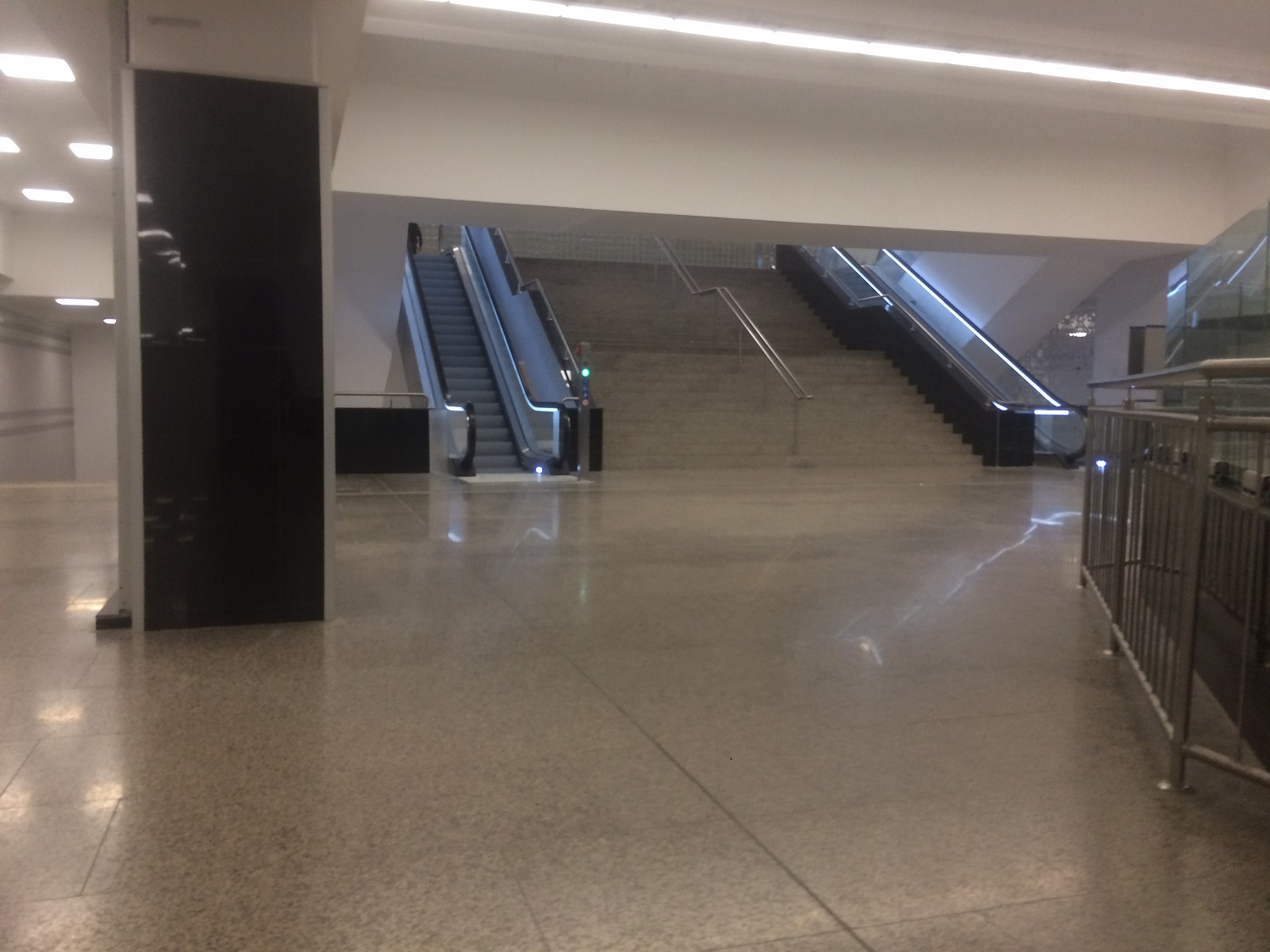
Hall mezzanine.
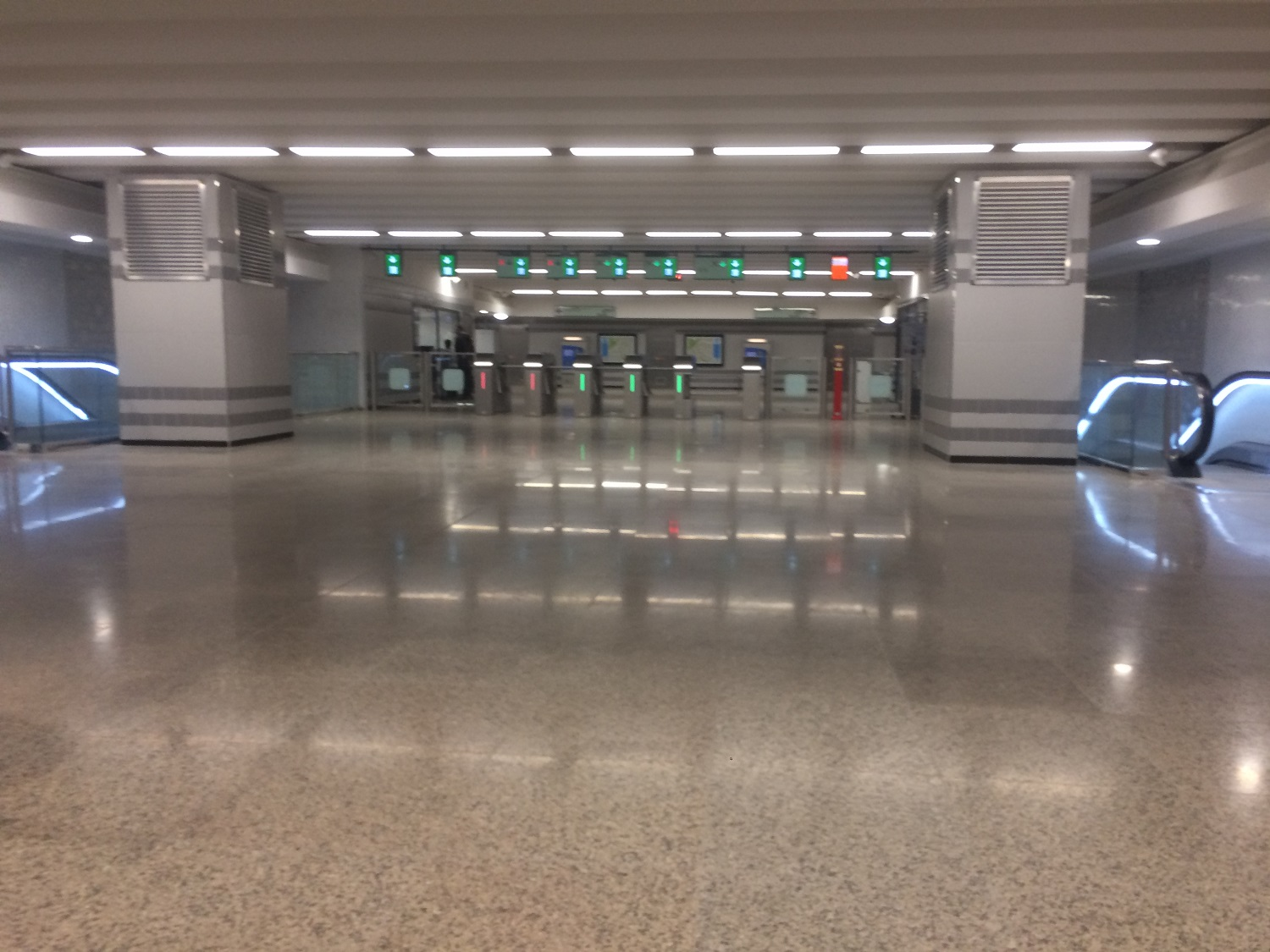
Hall de billetterie.
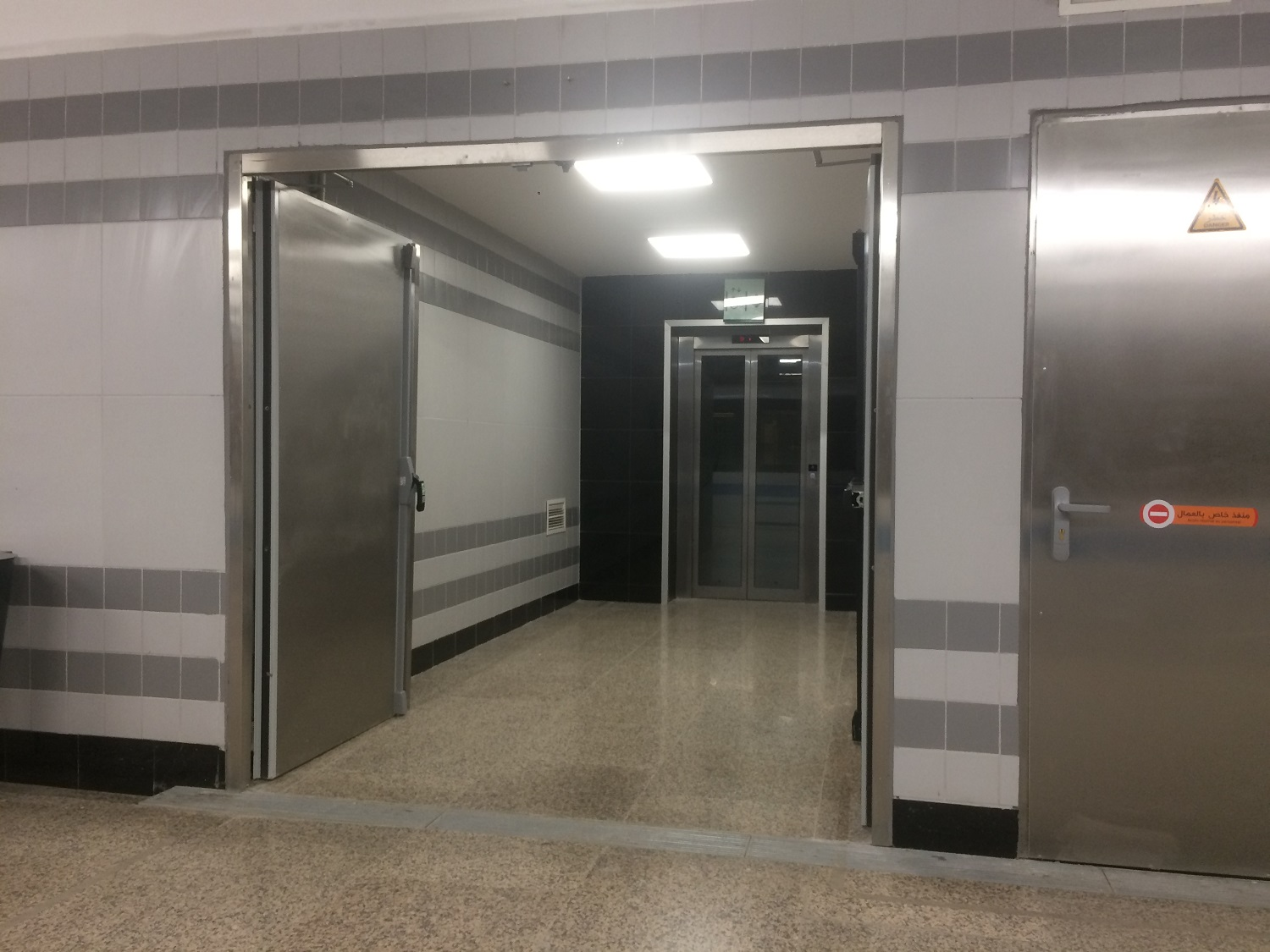
Ascenseur depuis le quai.